# Конный спорт на летних Олимпийских играх 1948

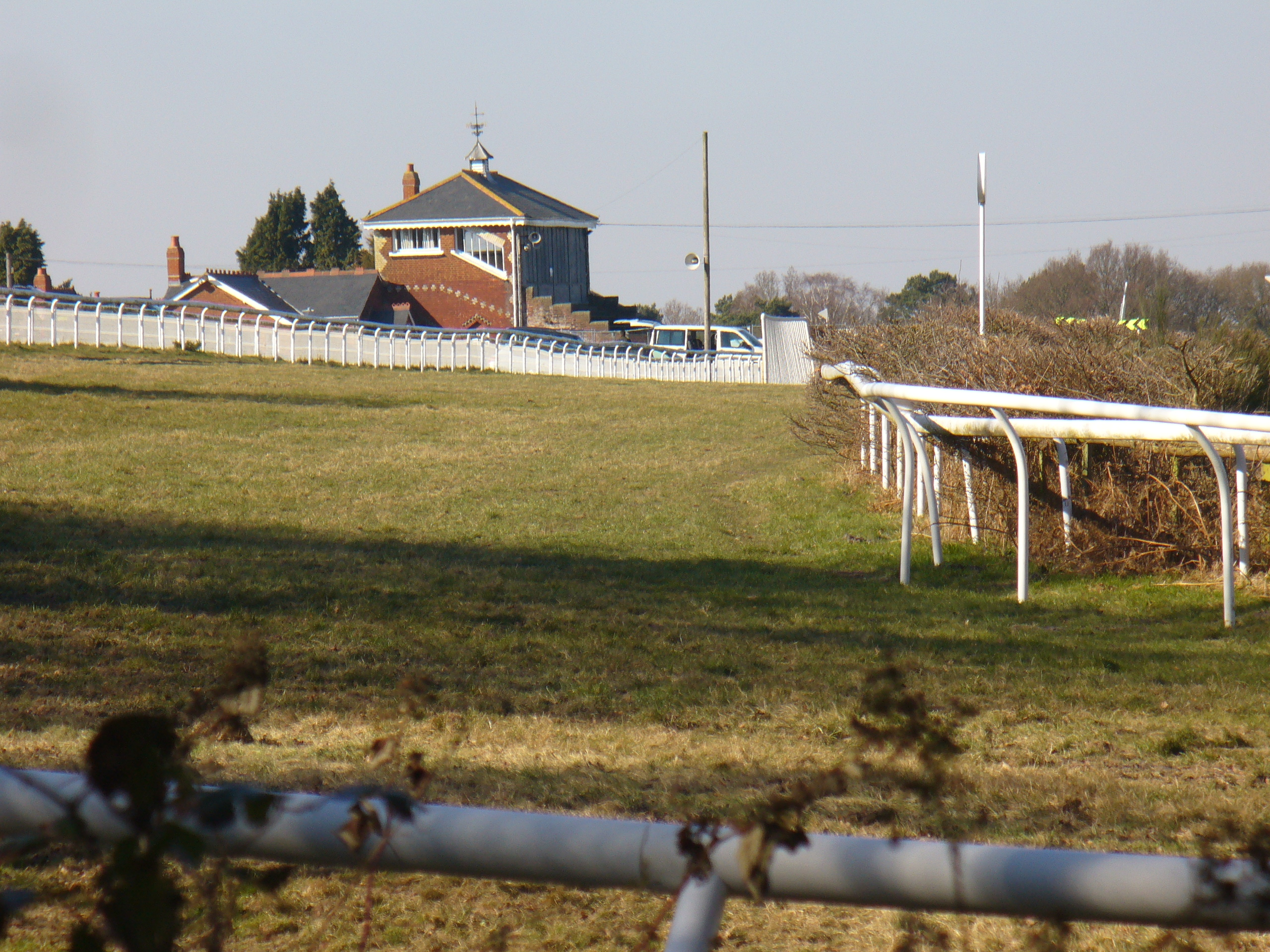
Твезелдаун, где проходили соревнования в кроссе в рамках троеборья

Соревнования по конному спорту на летних Олимпийских играх 1948 года проходили на военной базе в Олдершоте с 9 по 14 августа 1948 года. Кросс в рамках конкура проходил в Твезелдауне, а конкур — на олимпийском стадионе «Уэмбли». Спортсмены состязались в выездке, троеборье и конкуре, как в личном, так и в командном зачёте. Вторая мировая война привела к значительному сокращению числа конкурентов. На соревнованиях отсутствовали представители Германии и впервые появились спортсмены от Бразилии. В соревнованиях приняли участие 108 участников из 17 стран (Аргентина, Австрия, Бразилия, Дания, Финляндия, Франция, Великобритания, Ирландия, Италия, Мексика, Нидерланды, Португалия, Испания, Швеция, Швейцария, Турция и США).
Самым молодым участником был Аесио Коэльо из Бразилии (23 года), а самым взрослым участником был итальянец, Алессандро граф Беттони Казаго (55 лет).
Серебро в командном конкуре стало для Испании единственной наградой во всех видах спорта на Играх 1948 года.
Это была последняя Олимпиада, на которой спортсмены по конному спорту по выездке должны были быть офицерами. До соревнований не были допущены ни одна женщина и никакие гражданские лица.

## Дисциплины

### Конкур
44 спортсмена из 15 стран участвовали в конкуре преодолевая 16 препятствий (19 прыжков). 870-метровая трасса имела препятствия высотой до 1,60 метра и была очень скользкой из-за проливных дождей. Один раунд прыжков использовался как для командных, так и для индивидуальных соревнований.

### Выездка
В соревнованиях по выездке приняли участие 19 гонщиков из 9 стран. Так как Вторая мировая война усложнила обучение лошадям по выездке, сложность теста уменьшилась (были убраны пиафф и пассаж). В судействе тоже произошли изменения: использовалось только 3 судьи, а не 5. Лошади должны были ездить в английском седле с двойной уздечкой.

### Троеборье
45 участников из 16 стран участвовали в соревнованиях. Как и в соревнованиях по выездке, требования к соревнованиям были снижены. Укоротили (3500 метров) стипль-чез, снизили скорость на дорогах и трассах с 240 до 220 метров в минуту, и укоротили трассу для беговых лыж до 33,5 км (по сравнению с 36 км в Берлине в 1936 году). 

## Общий медальный зачёт
| Место | Страна         | Золото | Серебро | Бронза | Всего |
| ----- | -------------- | ------ | ------- | ------ | ----- |
| 1     | Франция        | 2      | 1       | 1      | 4     |
| 1     | Мексика        | 2      | 1       | 1      | 4     |
| 3     | США            | 1      | 2       | 0      | 3     |
| 4     | Швейцария      | 1      | 0       | 0      | 1     |
| 5     | Швеция         | 0      | 1       | 2      | 3     |
| 6     | Испания        | 0      | 1       | 0      | 1     |
| 7     | Великобритания | 0      | 0       | 1      | 1     |
| 7     | Португалия     | 0      | 0       | 1      | 1     |

## Медалисты
| Дисциплина                     | Золото                                                                         | Серебро                                                                 | Бронза                                                                         |
| ------------------------------ | ------------------------------------------------------------------------------ | ----------------------------------------------------------------------- | ------------------------------------------------------------------------------ |
| Выездка Личное первенство      | Ганс Мозер Швейцария                                                           | Андре Жуссом Франция                                                    | Густаф Адольф Больтенстерн-младший Швеция                                      |
| Выездка Командное первенство   | Франция · Андре Жуссом · Жан Сен-Фор Пайяр · Морис Бюре                        | США · Роберт Борг · Эрл Томсон · Фрэнк Генри                            | Португалия · Фернанду Паэш · Франсишку Валадаш · Луиш Мена и Силва             |
| Троеборье Личное первенство    | Бернар Шевалье Франция                                                         | Фрэнк Генри США                                                         | Роберт Сельфельт Швеция                                                        |
| Троеборье Командное первенство | США · Фрэнк Генри · Чарльз Андерсон · Эрл Томсон                               | Швеция · Роберт Сельфельт · Олоф Старе · Сигурд Свенссон                | Мексика · Умберто Марилес Кортес · Рауль Камперо Нуньес · Хоакин Солано Чагойя |
| Конкур Личное первенство       | Умберто Марилес Кортес Мексика                                                 | Рубен Уриса Кастро Мексика                                              | Жан-Франсуа д’Орже Франция                                                     |
| Конкур Командное первенство    | Мексика · Умберто Марилес Кортес · Рубен Уриса Кастро · Альберто Вальдес Рамос | Испания · Хайме Гарсия Крус · Хосе Наварро Моренес · Марселлино Гавилан | Великобритания · Гарри Ллевеллин · Генри Николл · Артур Карр                   |